# Jail Break (Steven Universe)
Jail Break é o quinquagésimo segundo e último episódio da primeira temporada da série de animação americana Steven Universe. Estreou em 12 de março de 2015 no Cartoon Network. O episódio foi escrito e encenado (storyboard) por Joe Johnston, Jeff Liu e a criadora da série Rebecca Sugar. O episódio atua como uma continuação do arco iniciado no episódio anterior, "The Return", e os dois foram ao ar lado a lado como um especial de duas partes. Ambos os episódios foram assistidos por 1,697 milhões de espectadores.
O episódio cobre a tentativa de Steven de salvar as Gems do cativeiro de Peridot e Jasper, duas gems do Planeta Natal liderando uma missão de reconhecimento na Terra. O episódio revela que Garnet é uma fusão e introduz os personagens Rubi e Safira, que fundidas são Garnet.

## Enredo
Tendo sido incapacitado por Jasper no episódio anterior, Steven acorda em uma cela desconhecida numa nave Gem. A porta da célula é um campo de força que pode neutralizar a força de qualquer Gem. Embora entrando em contato com o campo de força, Steven é capaz de passar ileso. Enquanto procura pelas Crystal Gems, Steven se depara com Rubi, uma gem mal-humorada e perturbada com o campo de força, que impede que ela possa escapar de sua cela; ele à ajuda a procurar por sua companheira, Safira, seguindo o som de seu canto. Steven e Rubi se deparam com Lápis Lazúli, mas ela insiste que Steven a deixe em sua cela para evitar exacerbar os problemas atuais. Enquanto Steven e Lápis conversam, Rubi foge em impaciência.
Steven encontra Safira e a liberta de sua cela. Logo, Rubi e Safira se encontram novamente; Enquanto elas se reúnem alegremente, se fundem acidentalmente em Garnet, que saúda e agradece a Steven, que fica surpreso surpreso. Ela o envia para encontrar a Ametista (Michaela Dietz) e Pérola (Deedee Magno Hall), e libertá-las de suas celas. Depois que ele sai, Jasper chega e vê Garnet junta novamente. Enquanto Jasper e Garnet se envolvem em combate, Garnet canta a canção "Stronger Than You", celebrando o poder do relacionamento de Rubi e Safira. Enquanto isso, Steven, Ametista e Pérola prendem Peridot (Shelby Rabara) e assumem o controle da nave. A batalha de Garnet e Jasper destrói o núcleo de poder principal da nave, causando um pouso forçado na Terra, enquanto Peridot foge em uma cápsula de fuga.
Depois que a nave atinge a superfície da Terra, as Crystal Gems emergem dos destroços, tendo sobrevivido ao pouso forçado protegido pela bolha de Steven. Jasper e Lápis Lazúli logo emergem dos destroços também. Jasper conclui que se ela se fundir com outra Gem ela seria capaz de derrotar as Crystal Gems, e então ela pega Lápis e a convence a se fundir. No entanto, uma vez que eles são fundidos em Malaquita, Lápis usa seus poderes de água para arrastar a fusão para o oceano em uma tentativa de subjugar Jasper e proteger Steven.

## Elenco
- Zach Callison como Steven Universo
- Deedee Magno Hall como Pérola
- Michaela Dietz como Ametista
- Estelle como Garnet
- Charlyne Yi como Rubi
- Erica Luttrell como Safira
- Jennifer Paz como Lápis Lazúli / Malaquita
- Shelby Rabara como Peridot
- Kimberly Brooks como Jasper / Malaquita

## Produção
"Jailbreak" foi escrito por Joe Johnston, Jeff Liu e a criadora da série Rebecca Sugar, e dirigido pelo produtor co-executivo , Ian Jones-Quartey enquanto Ki-Yong Bae e Jin-Hee Park forneceram direção de animação, e Elle Michalka serviu como arte diretor.
Na cena de combate entre Jasper e Garnet, o estilo de luta de Jasper é uma homenagem ao personagem de videogame Sonic the Hedgehog.  Johnston indicou em seu blog que a dança de fusão realizada por Rubi e Safira para se tornar Garnet é uma referência a uma dança entre Pazu e Sheeta em Castle in the Sky, e que a série frequentemente faz referência aos filmes do Studio Ghibli. O fato de Garnet ser, de fato, uma fusão, já havia sido prefigurado pelos escritores; por exemplo, no episódio "Coach Steven", a fusão Sugilite (Ametista e Garnet) é formada por três gems, ao invés de duas.  Sugar pretendia que Garnet fosse uma fusão desde o episódio piloto do programa. 

### Música
O episódio apresenta a música "Stronger Than You", que foi escrita por Rebecca Sugar e orquestrada por Aivi & Surasshu, a equipe de música da série. A canção foi executada por Estelle, a voz de Garnet na série, e inclui as cordas executadas por Jeff Ball. Steven Velema (Surasshu de Aivi & Surasshu) escreveu que os vocais de Estelle foram originalmente gravados em uma demonstração de Jeff Liu. Sugar queria que a dupla criasse um arranjo "para capturar a sensação de que 'não há como [a Garnet] perder". A fim de "enfatizar" a nova forma de Garnet, eles mudaram o timbre do baixo, que é o instrumento que representa Garnet na série. 

## Temas
O episódio foi citado como um importante exemplo de representação LGBT na mídia infantil devido à relação entre Ruby e Sapphire.  O escritor Joe Johnston esclareceu que os dois estavam, de fato, romanticamente envolvidos e Jones-Quartey especificou que seu relacionamento poderia ser considerado lésbico.  Um artigo de Autostraddle compara seu relacionamento e fusão a um casamento, em que "duas partes [fazem] um todo".  O relacionamento também foi comparado a relacionamentos lésbicos semelhantes em outras séries animadas, como Adventure Time e The Legend of Korra. 
O episódio também explora o poder da "parceria, amor e comunidade sobre a hierarquia baseada no poder", de acordo com Vrai Kaiser, escrevendo para The Mary Sue. Isso é representado na luta entre Jasper e Garnet, que também é uma performance do dublador Estelle da música "Stronger Than You". Na cena, Garnet representa o amor - especificamente, entre dois indivíduos gays não binários - o que cria seu "equilíbrio emocional" e força.  Eric Thurm elabora sobre este ponto, observando que a citação de Jasper, "A fusão é apenas uma tática barata para tornar as joias fracas mais fortes", pode ser interpretada como uma crítica às relações emocionais. Isso faz com que a luta física represente abstratamente "uma competição entre a ideologia de lobo guerreiro de Jasper e a harmonia de Garnet entre duas pessoas". De acordo com Thurm, a vitória de Garnet apoia a "declaração de tese" da série, que é que "relacionamentos amorosos são a coisa mais importante da vida". 
O episódio atua como um ponto de virada para o show por causa de como o relacionamento de Steven com as Gemas muda. De acordo com Sugar, o que o entrevistador Lan Pitts chama de "um tom mais sério" em episódios após "Jailbreak" deriva do fato de que Steven se tornou um membro mais "igual" e capaz das Crystal Gems. Sugar afirma que depois desse ponto, quase "se torna outro show". 

## Transmissão e recepção
"Jailbreak" estreou no Cartoon Network em 12 de março de 2015. Sua transmissão inicial americana foi vista por aproximadamente 1.697 milhões de telespectadores e recebeu uma classificação doméstica de 0,4 da Nielsen, o que significa que foi visto por 0,4% de todas as residências.
O episódio recebeu atenção positiva dos críticos, tanto por sua qualidade de animação quanto pela música "Stronger Than You", que foi interpretada por Estelle expressando o personagem Garnet.  Escrevendo para o A.V. Club, Eric Thurm chamou a música "funky as hell" . Estelle também recebeu elogios pela força exercida em suas linhas sucintas de diálogo. 
O episódio foi indicado duas vezes aos 43 Annie Awards, nas categorias de Melhor Animação de TV / Produção de Broadcast para Audiência Infantil e Melhor Desempenho, Storyboarding em uma TV de Animação / Produção de Transmissão. No entanto, não ganhou nenhuma das categorias.